# District de Bourbonne
Pour les articles homonymes, voir Bourbonne (homonymie).
Le district de Bourbonne est une ancienne division territoriale française du département de la Haute-Marne de 1790 à 1795.
Il était composé des cantons de Bourbonne, Fresne, Laferté, Montigny, Pernot, Rançonnières, Varennes et Voisey.